# Динджень (комуна)
Динджень, Динджені (рум. Dângeni) — комуна у повіті Ботошані в Румунії. До складу комуни входять такі села (дані про населення за 2002 рік):
- Динджень (829 осіб)
- Страхотін (481 особа)
- Хулуб (643 особи)
- Якобень (1148 осіб)

Комуна розташована на відстані 385 км на північ від Бухареста, 25 км на північний схід від Ботошань, 90 км на північний захід від Ясс.

## Населення
За даними перепису населення 2002 року у комуні проживала 3101 особа.
Національний склад населення комуни:
| Національність | Кількість осіб | Відсоток |
| -------------- | -------------- | -------- |
| румуни         | 3083           | 99,4%    |
| цигани         | 17             | 0,5%     |

Рідною мовою назвали:
| Мова      | Кількість осіб | Відсоток |
| --------- | -------------- | -------- |
| румунська | 3097           | 99,9%    |
| циганська | 4              | 0,1%     |

Склад населення комуни за віросповіданням:
| Релігія        | Кількість осіб | Відсоток |
| -------------- | -------------- | -------- |
| православні    | 3043           | 98,1%    |
| п'ятдесятники  | 46             | 1,5%     |
| бретрени       | 6              | 0,2%     |
| римо-католики  | 4              | 0,1%     |
| греко-католики | 1              | < 0,1%   |
| адвентисти     | 1              | < 0,1%   |